# Kindwiller
Kindwiller je občina v departmaju Bas-Rhin francoske regije Alzacija.
Leta 1990 je v občini živelo 550 oseb oz. 91,97 oseb/km².